# E pafajshme jam
"E pafajshme jam" (svenska: oskyldig) är en albansk låt framförd av sångerskan Aurela Gaçe år 1998. Med låten ställde hon upp i Festivali i Këngës 1998 som gick av stapeln i december. Vid finalen lyckades Gaçe sluta trea i tävlingen, som för första gången vanns av en kosovoalbansk sångare, Albërie Hadërgjonaj.